# 日本—葡萄牙关系
日本－葡萄牙关系（日語：日本とポルトガル関係；葡萄牙語：Relações entre Japão e Portugal）描述的是日本与葡萄牙之间的外交关系。虽然葡萄牙水手于1543年第一次访问了日本，但两国的外交关系始于19世纪。

## 历史

### 锁国时期

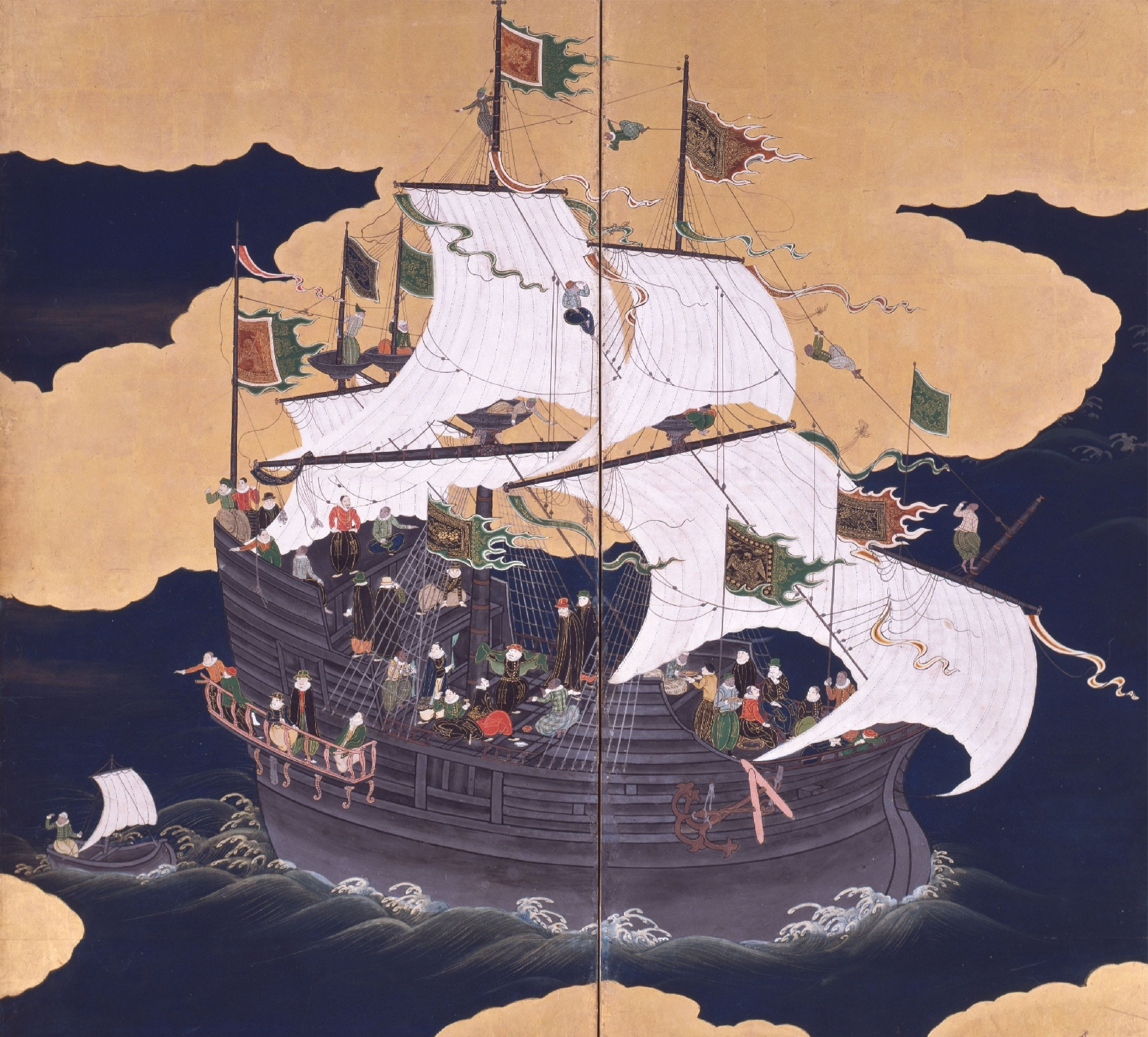
这是一艘葡萄牙商船，位于长崎，名为“nau”，画于17世纪。

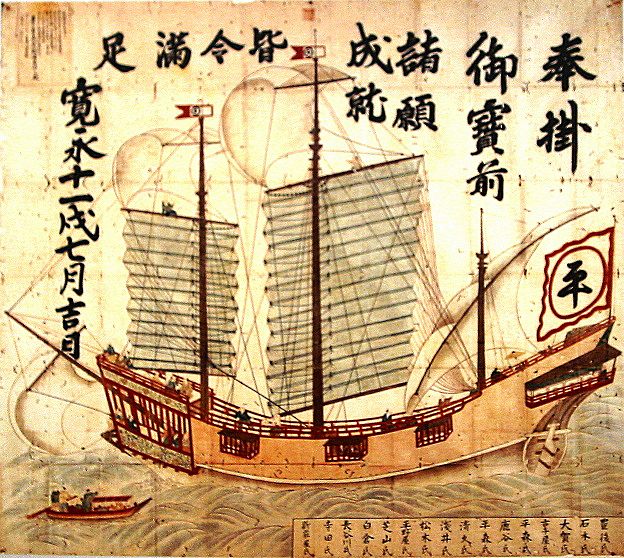
日本商船朱印船，1634年

1543年，葡萄牙人是第一批到达日本的欧洲人，葡萄牙与日本的第一次联系就在日本南部的群岛上，因此这段时期通常被称为南蛮贸易，当时欧洲人和亚洲人都奉行重商主义。葡萄牙人在这个时候发现了长崎港,并在1571年通过耶稣会士加斯帕·维拉邀请当地的大名大村纯忠皈依了天主教。
商业的扩张扩大了葡萄牙人在日本的影响力，尤其是在九州的影响力，在1578年葡萄牙人击退了龙造寺氏对港口的进攻后，九州成为了战略要地。
在日本靠岸的第一批葡萄牙船只运载的基本上是来自中国的货物（丝绸、瓷器等）。日本人渴求这些货物，但是天皇禁止民众与中国人接触，目的是为了惩罚倭寇海盗的袭击。因此，葡萄牙人在亚洲贸易中充当中间人。
1592年，葡萄牙与日本的贸易开始受到越来越多的中国走私者的挑战，还有1600年占领马尼拉的西班牙的船只，1609年的荷兰船只和1613年的英国船只。
日本人感兴趣的很多东西之一就是葡萄牙制造的火绳枪。1543年最先到达日本的三个欧洲人是葡萄牙商人安东尼奥·莫塔、弗朗西斯科·泽莫托和安东尼奥·佩伊托（也可能是费尔诺·门德斯·平托）。他们到达了种子岛的南端，在那里他们将向当地人介绍火绳枪。由于日本正处于被称为战国时代的内战时期，火绳枪一下子吸引了日本各地的大名。著名的大名织田信长就曾大量購置火绳枪，並運用在後來的长篠之战，從此改變騎兵在日本戰場上的強勢地位。在火绳枪傳入的一年内，日本铁匠就掌握了火绳枪的制造技术，并开始大量生产。后来，火绳枪制造技术得到了改进，日本火绳枪的品質也提高了。与中国在这一时期的火器试验一样，日本人开发了更好的瞄准镜和绳索保护装置。仅仅50年后，日本的军队装备的火绳枪数量可能比欧洲任何一支同时代军队都多。这些武器在丰臣秀吉和德川家康领导下的日本统一，以及1592年和1597年入侵朝鲜的战争中发挥了极其重要的作用。欧洲人带来的贸易不仅有火绳枪，还有肥皂、烟草和其他在封建日本不为人知的产品。
1543年，葡萄牙人第一次与日本接触后，一场大规模的奴隶贸易开始了。在16世纪和17世纪，葡萄牙人在日本购买日本人作为奴隶，并把他们卖到海外的各个地方，包括葡萄牙本土。许多文件提到了大规模的奴隶贸易，以及反对奴役日本人的抗议活动。1555年，教会指出，日本奴隶被认为是第一批来到欧洲的日本人，葡萄牙人购买了大量日本女奴，带到葡萄牙进行性交易。塞巴斯蒂安国王担心这会对天主教的福音传播产生负面影响，因为日本的奴隶贸易已经发展到相当大的规模，所以他在1571年下令禁止奴隶贸易。
1598年，葡萄牙耶稣会士路易斯•塞奎拉在一份文件中提到，日本女奴甚至被当作小妾卖到葡萄牙船上，在日本从事交易。葡萄牙人把日本奴隶带到澳门，其中一些人不仅沦为葡萄牙人的奴隶，还沦为其他奴隶的奴隶，葡萄牙人拥有马来人和非洲人的奴隶，而这些人又拥有自己的日本奴隶。
丰臣秀吉非常厌恶自己的日本人在九州被卖为奴隶，于是他在1587年7月24日给耶稣会副会长加斯帕•科埃略写了一封信，要求葡萄牙人、暹罗人(泰国人)和柬埔寨人停止购买和奴役日本人，并归还远至印度的日本奴隶。丰臣秀吉谴责葡萄牙人和耶稣会士贩卖奴隶，并因此禁止基督教的福音传播。
许多朝鲜奴隶被葡萄牙人买走并从日本带回葡萄牙，在日本入侵朝鲜期间，他们是被流放到日本的数万朝鲜战俘的一部分。历史学家指出，丰臣秀吉一方面对葡萄牙贩卖日本奴隶表示愤慨和义愤，另一方面自己却在日本大规模贩卖朝鲜战俘。
1578年，著名旅行家和商人菲力波·萨塞蒂在里斯本的奴隶社区中发现了一些中国和日本的奴隶。
葡萄牙人“高度重视”像中国人和日本人一样的亚洲奴隶，比“撒哈拉以南非洲的奴隶”更加重视。葡萄牙人认为中国人和日本人的奴隶具有聪明勤奋等品质，这也是葡萄牙人更喜欢他们的原因。
1595年，葡萄牙通过了一项法律，禁止买卖中国和日本的奴隶。
1587年丰臣秀吉下达了禁教令，葡萄牙收到了宣告传教士撤离和终止贸易自由的文书。进入江户时代后，德川家康沿袭了这一政策(1614年的基督教禁止令)。在家康的晚年，葡萄牙人的停泊地被限制在平户市和长崎。1620年发生平山常陈事件，幕府对基督教的不信任达到了决定性的地步，幕府切断了与当时伊比利聯盟的关系，并要求澳门的传教士不能前往日本。
但是，传教士仍然没有放弃对日本的传教。 他决定前往东南亚的一个日本人云集的小镇，在那里日本、西班牙和葡萄牙的主权已遥不可及，可以不受管制地向日本人传教，并使用朱印船将基督徒送回日本。 一些传教士伪装成商人或水手，并用朱印船进入日本。

## 语言
由于葡萄牙人来到日本，亚洲和欧洲之间的贸易不断涌入，日本词汇吸收了葡萄牙语起源的词汇变成了新的日语词汇。这些词主要包括葡萄牙产品和习俗，通过葡萄牙商人到达而传播。
葡萄牙语是第一个拥有日语词典的西方语言，即日葡辞書，由耶稣会士若昂·罗德里格等人编撰，于1603年在长崎出版。

## 常驻外交使团
- 日本在里斯本设有大使馆
- 葡萄牙在东京设有大使馆

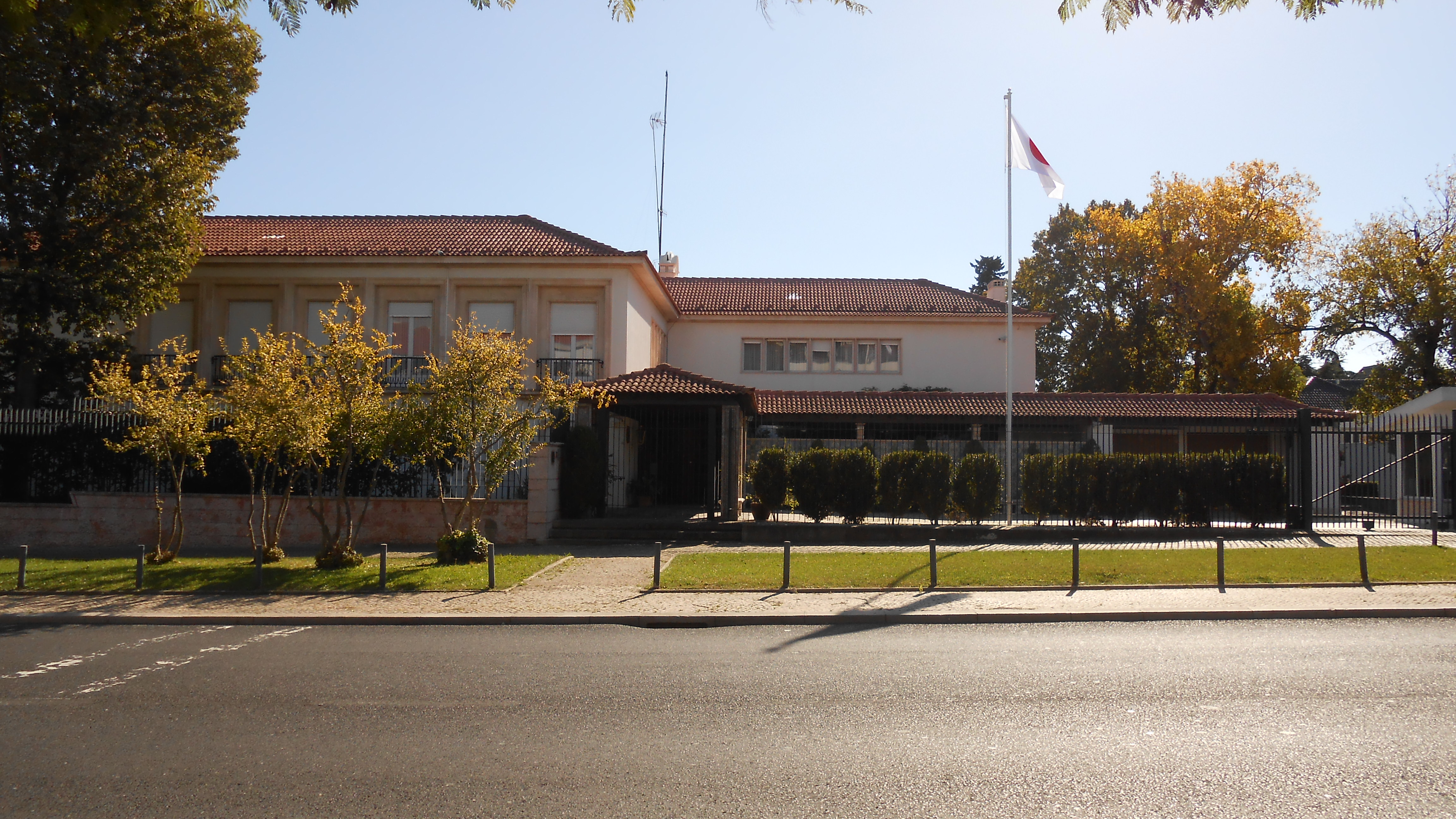
日本驻里斯本大使馆
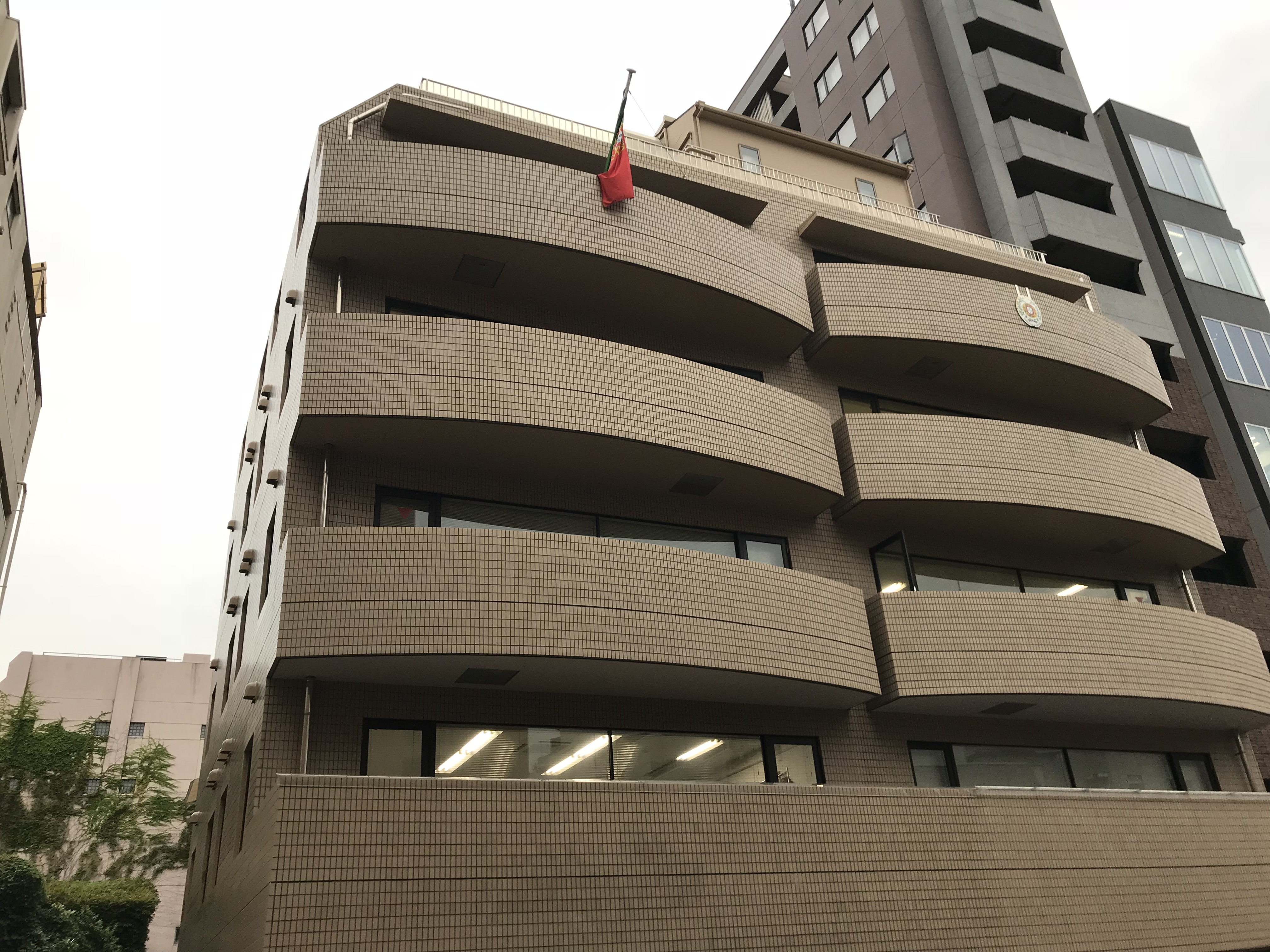
葡萄牙驻东京大使馆